# Демократическая лейбористская партия (Барбадос)
Демократическая лейбористская партия (англ. Democratic Labour Party) — одна из двух основных политических партий Барбадоса, находившаяся у власти в 1961—1976, 1986—1994 и в 2008—2018 годах. Придерживается социал-демократических / социалистических взглядов. По результатам парламентских выборов 24 мая 2018 года является оппозицией.

## История
Была основана в 1955 году 29 членами Барбадосской лейбористской партии во главе с Эрролом Бэрроу, стремившихся создать левую альтернативу БЛП. Тем не менее, поскольку БЛП сама по себе придерживалась социал-демократической позиции, фактически существенных различий между идеологиями обеих партий нет (впрочем, считается, что БЛП выводит свою идеологическую родословную из британского либерализма, а ДЛП ближе к социалистическим установкам). Именно ДЛП в 1966 году удалось добиться независимости Барбадоса.
ДЛП побеждала на выборах и находилась при власти в 1966—1976, 1986—1994 и в 2008—2018 годах. С 2010 года (после кончины Дэвида Томпсона) во главе партии стоял Фрейндель Стюарт, занимавший пост премьер-министра страны в 2010—2018 годах. Потеряв все депутатские места ДЛП на парламентских выборах 2018 года, он подал в отставку, и новой главой партии 1 августа 2018 года была избрана Верла де Пейса.